# КК Асвел
КК Асвел (фр. ASVEL Lyon-Villeurbanne) француски је кошаркашки клуб из Вилербана, предграђа града Лиона. Због спонзорских разлога назив клуба тренутно гласи ЛДЛЦ Асвел. У сезони 2023/24. такмичи се у Про А лиги Француске и у Евролиги. 
Тренутни председник клуба је бивши француски кошаркаш и НБА звезда Тони Паркер.

## Историја
Клуб је основан уједињењем два велика спортска клуба из Лиона, док скраћеница АСВЕЛ означава Association Sportive Villeurbanne and Éveil Lyonnais.

## Успеси
- Првенство Француске:
  - Првак (21): 1949, 1950, 1952, 1955, 1956, 1957, 1964, 1966, 1968, 1969, 1971, 1972, 1975, 1977, 1981, 2002, 2009, 2016, 2019, 2021, 2022.
  - Вицепрвак (7): 1954, 1959, 1996, 1997, 1999, 2000, 2003.

- Куп Француске:
  - Победник (10): 1953, 1957, 1965, 1967, 1996, 1997, 2001, 2008, 2019, 2021.
  - Финалиста (5): 1954, 1955, 1959, 2002, 2016.

- Куп Федерације:
  - Победник (1): 1984.

- Куп лидера:
  - Победник (2): 2010, 2023.
  - Финалиста (2): 2017, 2020.

- Суперкуп Француске:
  - Победник (2): 2009, 2016.
  - Финалиста (1): 2008.

## Учинак у претходним сезонама
| Сез.     | Првенство Француске | Куп Француске      | Куп лидера   | Европско такмичење                | Европско такмичење |
| -------- | ------------------- | ------------------ | ------------ | --------------------------------- | ------------------ |
| 2008/09. | Првак               | —                  | Полуфинале   | Еврокуп — Топ 32                  |                    |
| 2009/10. | 9. место            | Победник           | —            | Евролига — Топ 24                 |                    |
| 2010/11. | 11. место           | Полуфинале         | Полуфинале   | Еврокуп — Топ 32                  |                    |
| 2011/12. | 12. место           | —                  | —            | Еврокуп — Топ 16                  |                    |
| 2012/13. | Полуфинале ПО       | Полуфинале         | —            | —                                 |                    |
| 2013/14. | Четвртфинале ПО     | Шеснаестина финала | —            | Еврокуп — Прва фаза               |                    |
| 2014/15. | Четвртфинале ПО     | —                  | —            | Еврокуп — Прва фаза               |                    |
| 2015/16. | Првак               | —                  | —            | ФИБА Куп Европе — Топ 16          |                    |
| 2016/17. | Полуфинале ПО       | Шеснаестина финала | Финалиста    | ФИБА Лига шампиона — Четвртфинале |                    |
| 2017/18. | Четвртфинале ПО     | Четвртфинале       | Полуфинале   | Еврокуп — Топ 16                  |                    |
| 2018/19. | Победник            | Победник           | Четвртфинале | Еврокуп — Четвртфинале            |                    |
| 2019/20. | прекинуто           | прекинуто          | Финалиста    | Евролига (прекинуто)              |                    |
| 2020/21. | Првак               | Победник           | није игран   | Евролига — 14. место              |                    |
| 2021/22. | Првак               | Четвртфинале       | —            | Евролига — 14. место              |                    |
| 2022/23. | —                   | —                  | Победник     | Евролига — 18. место              |                    |
| 2023/24. | —                   | —                  | Четвртфинале | Евролига — 17. место              |                    |

## Познатији играчи
- Дејвид Андерсен
- Небојша Богавац
- Лео Вестерман
- Никола Вујчић
- Микаел Желабал
- Андрија Жижић
- Никола Јестратијевић
- Марко Кешељ
- Попс Менса-Бонсу
- Тони Паркер
- Ким Тили
- Дижон Томпсон
- Али Траоре
- Реџи Фриман
- Клифорд Хамондс
- Марко Чакаревић

## Познатији тренери
- Богдан Тањевић